# Município de Thorn (condado de Perry, Ohio)
O município de Thorn (em inglês: Thorn Township) é um município localizado no condado de Perry no estado estadounidense de Ohio. No ano de 2010 tinha uma população de 4.253 habitantes e uma densidade populacional de 43,29 pessoas por km².

## Geografia
O município de Thorn encontra-se localizado nas coordenadas 39° 52′ 52″ N, 82° 24′ 28″ O. Segundo o Departamento do Censo dos Estados Unidos, o município tem uma superfície total de 98.24 km², da qual 96,15 km² correspondem a terra firme e (2,12 %) 2,08 km² é água.

## Demografia
Segundo o censo de 2010, tinha 4.253 habitantes residindo no município de Thorn. A densidade populacional era de 43,29 hab./km². Dos 4.253 habitantes, o município de Thorn estava composto pelo 97,32 % brancos, o 0,14 % eram afroamericanos, o 0,33 % eram amerindios, o 0,14 % eram asiáticos, o 0,28 % eram de outras raças e o 1,79 % eram de uma mistura de raças. Do total da população o 0,38 % eram hispanos ou latinos de qualquer raça.